# Qingjian
Qingjian (en chino, 清涧; pinyin, Qīngjiàn) es un condado  bajo la administración directa de la Prefectura Yulin en la Provincia de Shaanxi, República Popular China.  Su área es de 1850 km² y su población total para 2010 superó los 128 mil habitantes.

## Administración
Desde julio de 2020, el  Condado Qingjian se divide en 9 pueblos administrados en poblados.

## Toponimia
El topónimo Qingjian [/Ching-Chian/] significa 'aroyo claro', aparece en la dinastía Jin (1182) escrito 青涧, este nombre lo toma dictamente del río Qingjian (青涧河) que baña la región. En la dinastía Ming (1371), se le agregó el radical del agua (氵) a Qing (青) quedando Qing (清) (mismo sonido) y desde entonces no ha cambiado.